# 許銘春
許銘春（1965年9月21日—），中華民國政治人物、律師，民主進步黨籍。曾任勞動部部長、職業災害預防及重建中心董事長、高雄市副市長、高雄市政府法制局局長、高雄市政府新聞處處長等職。

## 經歷
1987年，許銘春於國立臺灣大學法律學系取得學士學位，並於同年通過律師資格考試。在高雄執業期間與陳菊建立交情。陳菊在2006年當選高雄市長，其競爭對手中國國民黨籍候選人黃俊英提出「當選無效之訴」，陳菊便委任許銘春擔任辯護律師。官司結束後許銘春進入高雄市政府擔任新聞處處長，其後又調任法制局局長。
許銘春曾考慮參選左營、楠梓區域立法委員選舉，後退出選舉繼續從事律師工作。
2016年，陳菊再次延攬許銘春擔任高雄市副市長，負責督導勞工局業務。
2018年2月23日，行政院宣布許銘春接任勞動部部長，並於同月26日上任。2024年5月20日卸任，在任2275天是勞動部成立迄今任期最久的部長。

## 爭議
在勞動部公務員霸凌輕生案中，勞動部勞動力發展署北分署長謝宜容涉嫌職場霸凌員工致其自盡，而許銘春被指控過去擔任勞動部部長時提拔謝宜容。許銘春在受訪時稱謝宜容的升遷是尊重當時署長的考量，自己未干涉並為未即時知道其作為而道歉。林淑芬直接批評許銘春、許傳盛、蔡孟良、謝宜容等人長年一起吃喝玩樂，上行下效、官箴敗壞，謝宜容完全是上述人士寵出來的。
2025年5月29日，因為勞動部公務員霸凌輕生案，於就任勞動部部長期間，同舊部屬謝宜容，有濫用就業安定基金之嫌，暫停參選高雄市市長，卻在赴民進黨廉政會說明時感嘆：不該參加初選，才會被攻擊到這種程度。

## 外部連結
- 部長介紹 （页面存档备份，存于） （繁體中文）

| 中華民國政府職務 | 中華民國政府職務                               | 中華民國政府職務 |
| ---------------- | ---------------------------------------------- | ---------------- |
| 行政院           |                                                |                  |
| 前任： 林美珠    | 勞動部部長 第五任 2018年2月26日－2024年5月20日 | 繼任： 何佩珊    |